# Agta Meijer

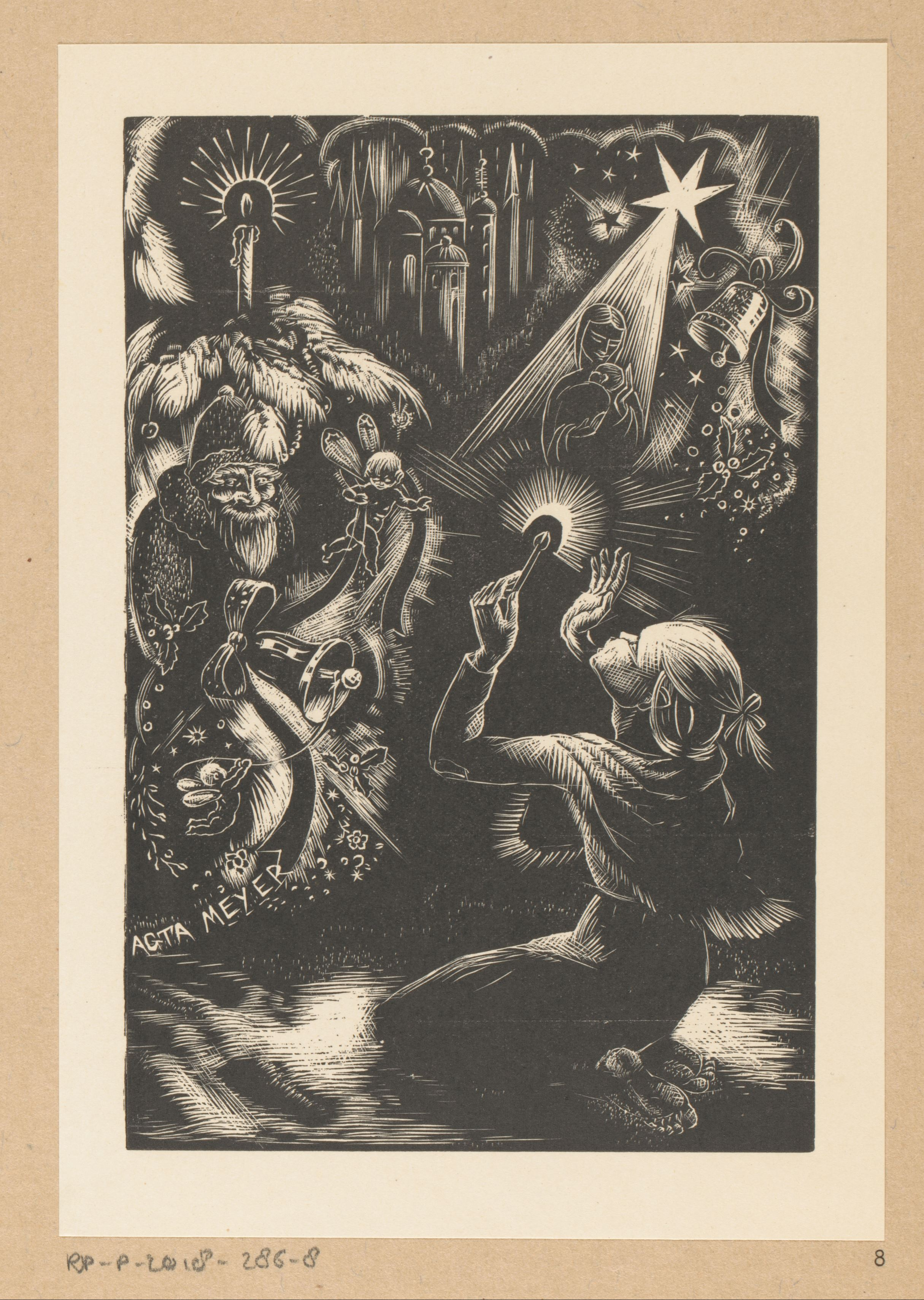
Houtgravure van Agta Meijer, 1936. Kerstkaart

Agatha (Agta) Johanna Meijer (Den Haag, 18 april 1908 – Florence, 8 november 1944) was een Nederlandse graficus, kunstschilder, boekbandontwerper en aquarellist. Agta Meijer was gehuwd met M. Troian.
Zij werkte van 1923 tot 1928 in Den Haag, en daarna in Florence tot 1944.
Zij is bekend geworden door haar exlibris die in houtgravure werden uitgevoerd en ook voor haar boekbandontwerp voor het boek van Carel Scharten en Margo Scharten-Antink, Littoria, de verlossende arbeid, Wereldbibliotheek, Amsterdam 1935.
Zij had een opleiding aan het Rijksinstituut tot Opleiding van Tekenleraren en de Rijksakademie van beeldende kunsten in Amsterdam en was daar leerling van Richard Roland Holst.
Haar zoon Carlo Trojan is een voormalige Nederlandse en Europese ambtenaar.